# Elexacaftor/tezacaftor/ivacaftor
Elexacaftor/tezacaftor/ivacaftor, vendido bajo el nombre comercial de Trikafta (EE. UU.),  Kaftrio (UE), es un medicamento combinado utilizado en pacientes con fibrosis quística con la mutación ΔF508. Este medicamento está compuesto por elexacaftor, tezacaftor e ivacaftor.
Fue aprobado para su uso en Estados Unidos en 2019. Su precio de lista se estima en $311.000 dólares americanos por año.
En junio de 2020, el Comité Medicinal para Productos de Uso Humano de la Agencia Europea de Medicamentos(EMA) recomendó la aprobación de elexacaftor/tezacaftor/ivacaftor (Kaftrio) para el tratamiento de la fibrosis quística.

## Estatus legal
Trikafta está aprobado en los Estados Unidos para personas mayores de doce años con fibrosis quística que posean, al menos, una mutación F508 del en un gen de la regulador de la conductancia transmembrana de la fibrosis quística, lo que se estima que ocurre en el 90% de los casos de fibrosis quística.
La Administración de Medicamentos y Alimentos de los Estados Unidos (FDA) concedió la solicitud de designarla de  revisión prioritaria, junto con la desiganción de vía rápida y terapia innovadora. Trikafta  también recibió la desiganción de Medicamento huérfano, lo cual provee de incentivos para asistir y alentar el desarrollo de fármacos para enfermedades raras. Los fabricantes del medicamento Vertex Pharmaceuticals recibirán un cupón de revisión de prioridad de enfermedad pediátrica por haber descubierto este medicamento.